# Jim Montgomery
James Peter „Jim“ Montgomery (* 30. Juni 1969 in Montreal, Québec) ist ein ehemaliger kanadischer Eishockeyspieler und derzeitiger -trainer. Während seiner aktiven Karriere spielte er für die St. Louis Blues, Canadiens de Montréal, Philadelphia Flyers, San Jose Sharks und Dallas Stars in der National Hockey League (NHL), die Kölner Haie in der Deutschen Eishockey Liga (DEL) sowie Salawat Julajew Ufa in der russischen Superliga. Seit November 2024 ist er als Cheftrainer der St. Louis Blues tätig, wobei er in der NHL zuvor bereits die Dallas Stars und die Boston Bruins in gleicher Funktion betreut hatte. In Diensten der Bruins wurde Montgomery 2023 mit dem Jack Adams Award als bester Trainer der Liga geehrt.

## Karriere
Montgomery spielte zunächst vier Jahre von 1989 bis 1993 an der University of Maine in der Hockey-East-Division der National Collegiate Athletic Association (NCAA). Nachdem er bereits in den Spielzeiten 1990/91 und 1991/92 jeweils ins Second All-Star Team der Hockey East berufen worden war, wurde er in der Saison 1992/93, als er seine Mannschaft mit 95 Punkten aus 45 Partien zum Gewinn der nationalen Meisterschaft führte, mit Auszeichnungen überhäuft, darunter die Ernennung zum Most Valuable Player des finalen Meisterschaftsturnieres.
Trotz seiner herausragenden Leistungen war der Center von keinem Franchise der National Hockey League (NHL) gedraftet worden, was dazu führte, dass Montgomery zur Saison 1993/94 als Free Agent von den St. Louis Blues unter Vertrag genommen wurde. Diese setzten ihn gleich in seiner Rookiesaison in 67 Partien ein, in denen er 20 Punkte erzielte. Es sollte zugleich die erfolgreichste NHL-Saison seiner Karriere sein. In der Folge spielte der Kanadier bis zum Ende des Spieljahres 1995/96 nach Transfergeschäften für die Canadiens de Montréal und Philadelphia Flyers, kam aber nur noch sporadisch in der NHL zum Einsatz und spielte meist bei den Farmteams in den Minor Leagues.
Daher wechselte er im Sommer 1996 nach Europa und lief in der Spielzeit 1996/97 für die Kölner Haie in der Deutschen Eishockey Liga (DEL) auf, wo er in 50 Spielen 47 Punkte verbuchen konnte.
Bereits zur Saison 1997/98 kehrte Montgomery nach Nordamerika zurück, stand aber vorerst nur noch bei den Philadelphia Phantoms in der American Hockey League (AHL), dem Farmteam der Philadelphia Flyers, die die Transferrechte an seiner Person hielten, auf dem Eis. Erst im Sommer 2000 wechselte er als Free Agent zu den San Jose Sharks, die ihn aber ebenso sporadisch in der NHL einsetzten wie die Dallas Stars in den Spielzeiten 2001/02 und 2002/03.
Nach seinen letzten Einsätzen in der NHL für die Dallas Stars ging Montgomery zur Saison 2003/04 erneut nach Europa. Diesmal unterschrieb er einen Vertrag bei Salawat Julajew Ufa in der russischen Superliga. Seine letzte Station waren in der Saison 2004/05 die Missouri River Otters aus der United Hockey League (UHL), ehe er nach 122 NHL-Partien und 34 Punkten seine aktive Karriere beendete.
Danach arbeitete er in der Saison 2005/06 als Assistenztrainer an der University of Notre Dame, bevor er, ebenfalls in der Funktion des Assistenztrainers, ans Rensselaer Polytechnic Institute wechselte. Anschließend betreute er zwischen 2010 und 2013 die Dubuque Fighting Saints aus der United States Hockey League (USHL) als Cheftrainer, bevor er in gleicher Position von 2013 bis 2018 an der University of Denver tätig war. Im Mai 2018 wurde er als neuer Cheftrainer der Dallas Stars aus der NHL vorgestellt und trat dort die Nachfolge von Ken Hitchcock an. Montgomery wurde damit zu einem der wenigen Trainer, die direkt aus dem College-Bereich in die NHL wechseln.
Nach knapp eineinhalb Jahren bei den Stars wurde Montgomery im Dezember 2019 überraschend entlassen. Als Grund wurde unprofessionelles Verhalten („unprofessional conduct“) angegeben, Details wurden dazu jedoch vorerst nicht bekannt. Seine Nachfolge trat interimsweise sein bisheriger Assistent Rick Bowness an. Etwa einen Monat gab Montgomery öffentlich bekannt, an einer Alkoholabhängigkeit zu leiden und sich nun suchtmedizinisch behandeln zu lassen. Seine Entlassung bezeichnete er als angemessen sowie als „Weckruf“. Im September 2020 gelang Montgomery die Rückkehr ins professionelle Eishockey, indem er von den St. Louis Blues als Assistenztrainer von Craig Berube verpflichtet wurde. Dort war der Kanadier bis zum Ende der Saison 2021/22 tätig, ehe er von den Boston Bruins in der Funktion des Cheftrainers verpflichtet wurde.
In seiner ersten Saison in Boston führte er die Bruins mit 65 Siegen und 135 Punkten zu neuen NHL-Rekorden sowie zur Presidents’ Trophy. Er persönlich wurde demzufolge mit dem Jack Adams Award als bester Trainer der NHL geehrt, während das Team in den Playoffs 2023 allerdings in der ersten Runde überraschend an den Florida Panthers (3:4) scheiterte. Nach einem schwachen Start in die Spielzeit 2024/25 wurde er im November 2024 entlassen und interimsweise durch seinen bisherigen Assistenten Joe Sacco ersetzt.
Nach nur wenigen Tagen trat Montgomery allerdings bereits die Nachfolge von Drew Bannister bei den St. Louis Blues an, sodass er, nun als Headcoach, zu seinem früheren Arbeitgeber zurückkehrte.

## Erfolge und Auszeichnungen
| - 1991 Hockey East Second All-Star Team - 1992 Hockey East Second All-Star Team - 1993 Hockey East First All-Star Team - 1993 NCAA East Second All-American Team - 1993 NCAA-Division-I-Championship mit der University of Maine - 1993 NCAA Championship Tournament MVP | - 1993 NCAA Championship All-Tournament Team - 1996 Teilnahme am AHL All-Star Classic - 1996 AHL Second All-Star Team - 1998 Calder-Cup-Gewinn mit den Philadelphia Phantoms - 1999 Teilnahme am AHL All-Star Classic - 2023 Jack Adams Award |

## Karrierestatistik
(Legende zur Spielerstatistik: Sp oder GP = absolvierte Spiele; T oder G = erzielte Tore; V oder A = erzielte Assists; Pkt oder Pts = erzielte Scorerpunkte; SM oder PIM = erhaltene Strafminuten; +/− = Plus/Minus-Bilanz; PP = erzielte Überzahltore; SH = erzielte Unterzahltore; GW = erzielte Siegtore; 1 Play-downs/Relegation; Kursiv: Statistik nicht vollständig)

### NHL-Trainerstatistik
(Legende zur Trainerstatistik: Sp oder GC = Spiele insgesamt; W oder S = erzielte Siege; L oder N = erzielte Niederlagen; T oder U = erzielte Unentschieden; OTL oder OTN = erzielte Niederlagen nach Overtime oder Shootout; Pts oder Pkt = erzielte Punkte; Pts% oder Pkt% = Punktquote; Win% = Siegquote; Resultat = erreichte Runde in den Play-offs)